# Berching
Berching (bayersk: Bacham) er en by i Landkreis Neumarkt in der Oberpfalz i Oberpfalz i den tyske delstat Bayern.

## Geografi
Berching er præget af landbrugsområder, og sin beliggenhed i Naturpark Altmühltal i Fränkische Alb. Siden Main-Donau-Kanalen åbnede i 1992, har Berching vundet stor turistmæssig betydning.

### Inddeling
Ud over Berching ligger der mange landsbyuer og bebyggelser i kommunen: Altmannsberg, Biermühle, Breitenfurt, Butzenberg, Dietersberg, Eglasmühle, Eismannsberg, Erasbach, Ernersdorf, Fribertshofen, Grubach, Gsöllnhof, Hennenberg, Hermannsberg, Holnstein, Jettingsdorf, Matzenhofen, Neuhaus, Oening, Plankstetten, Pollanten, Raitenbuch, Rappersdorf, Ritzermühle, Roßthal, Rübling, Rudertshofen, Schweigersdorf, Simbach, Sollngriesbach, Staudenhof, Staufersbuch, Stierbaum, Thann, Thannbrunn, Wackersberg, Wallnsdorf, Wattenberg, Wegscheid, Weidenwang, Winterzhofen, Wirbertshofen og Wolfersthal.

### Nabokommuner
Mod vest ligger Berching ved grænsen til Oberbayern og kommunen Beilngries. Andre nabokommuner er: Mühlhausen, Freystadt, Deining, Seubersdorf, Breitenbrunn, Dietfurt og Thalmässing.

## Personer fra Berching
- Komponisten Christoph Willibald Gluck, blev født 4. juli 1714 i Weidenwang i Berching
- Sangerinden Claudia Brücken, medlem af Propaganda, Act og Onetwo

## Galleri
- Neumarkter Tor
- Bymuren på indersiden
- Bymuren på ydersiden